# Светско првенство у атлетици на отвореном 2011 — 5.000 метара за жене
Трка на 5.000 метара у женској конкуренцији на Светском првенству у атлетици 2011. у Тегуу је одржана 30. августа и 2. септембра на стадиону Тегу.
Учестволао је су 23. атлетичарке из 13 земаља. Најпознатија је Кенијка Вивијан Черијот, светска првакиња 2009., на 5.000 метара, 2011 у кросу, водећа у Дијаматској лиги 2011 и атлетичарка са најбољим резултатом сезоне (14:20:87) што је четврти резултат на свету свих времена. Следеће најбрже у сезони су Етиопљанке Месерет Дефар и Сентајеху Еђигу. Интересантно је да међу 12 најбољих у сезони су само предстанице Кеније (8 такмичарки)и Етиопије (4) Најбоља ван Африке је америчка такмичарка рекорд Шалејн Фланаган на 13-ом месту..

## Земље учеснице
Учествовале су 23 такмичарке из 13 земаља.
1. Бахреин 1
2. Бурунди 1
3. Етиопија 3
4. Јапан  3
5. Кенија 4
6. Киргистан  1
7. Русија 2
8. Танзанија  1
9. Турска  1
10. Уједињени Арапски Емирати  1
11. Уједињено Краљевство  1
12. САД 2
13. Швајцарска  1

## Освајачи медаља
|                        |                              |                        |
| Вивијан Черијот Кенија | Силвија Џебивот Кибет Кенија | Месерет Дефар Етиопија |

## Рекорди пре почетка Светског првенства 2011.
| Светски рекорд             | Тирунеш Дибаба · Етиопија    | 14:11,15 | Осло, Норвешка    | 6. јун 2008.      |
| Рекорд светских првенстава | Тирунеш Дибаба · Етиопија    | 14:38,59 | Хелсинки, Финска  | 13. август 2005.  |
| Најбољи резултат сезоне    | Вивијан Черијот · Кенија     | 14:20,87 | Стокхолм, Шведска | 29. јул 2011      |
| Афрички рекорд             | Тирунеш Дибаба · Етиопија    | 14:11,15 | Осло, Норвешка    | 6. јун 2008.      |
| Азијски рекорд             | Ђијанг Бо · Кина             | 14:28,09 | Шангај, Кина      | 23. октобар 1997. |
| Североамерички рекорд      | Моли Хадл · Сједињене Државе | 14:44,76 | Брисел, Белгија   | 27. август 2010   |
| Јужноамерички рекорд       | Симоне да Силва · Бразил     | 15:18,85 | Сао Паоло, Бразил | 20. мај 2011.     |
| Европски рекорд            | Лилија Шобухова · Русија     | 14:23,75 | Казањ, Русија     | 19. јул 2008      |
| Океанијски рекорд          | Кимберли Смит · Нови Зеланд  | 14:45,93 | Рим, Италија      | 11. јул 2008.     |

### Најбољи резултати у 2011. години
Десет најбољих атлетичарки године у трчању на 5.000 метара пре првенства (13. августа 2011), имале су следећи пласман.
| 1  | Вивијан Черијот Кенија           | 14:20:87 | 29. јул 2011 |
| 2  | Месерет Дефар Етиопија           | 14:29:52 | 8. јул 2011  |
| 3  | Сентајеху Еђигу Етиопија         | 14:31:66 | 8. јун 2011  |
| 4  | Линет Масаји Кенија              | 14:32:95 | 15. мај 2011 |
| 5  | Виола Џелагат Кибивот Кенија     | 14:34:86 | 15. мај 2011 |
| 6  | Мерси Чероно Кенија              | 14:35:13 | 8. јул 2011  |
| 7  | Гензебе Дибаба Етиопија          | 14:37:56 | 9. јун 2011  |
| 8  | Меселеш Мелкаму Етиопија         | 14:39:44 | 9. јун 2011  |
| 9  | Сали Кипјего Кенија              | 14:39:71 | 3. јун 2011  |
| 10 | Priscah Jepleting Cherono Кенија | 14:40:86 | 15. мај 2011 |

## Квалификационе норме
| A норма | Б норма |
| ------- | ------- |
| 15:14   | 15:25   |

## Сатница
| Датум             | Време | Коло          |
| ----------------- | ----- | ------------- |
| 30. август 2011   | 10:20 | Квалификације |
| 2. септембар 2011 | 19:20 | Финале        |

## Резултати

### Квалификације
У финале су се пласирале по првих пет из обе групе (КВ) и следећих пет по резултату (кв).
| Пласман | Група | Атлетичарка             | Држава                    | Време           | Белешке         |
| ------- | ----- | ----------------------- | ------------------------- | --------------- | --------------- |
| 1       | 1     | Месерет Дефар           | Етиопија                  | 15:19,46        | КВ              |
| 2       | 1     | Мерси Чероно            | Кенија                    | 15:20,01        | КВ              |
| 3       | 1     | Силвија Џебивот Кибет   | Кенија                    | 15:20,08        | КВ              |
| 4       | 1     | Сентајеху Еђигу         | Етиопија                  | 15:20,13        | КВ              |
| 5       | 1     | Јелена Задорожна        | Русија                    | 15:23,90        | КВ              |
| 6       | 1     | Ејми Хестингс           | САД                       | 15:29,49        | кв              |
| 7       | 1     | Хитоми Нија             | Јапан                     | 15:31,09        | кв              |
| 8       | 2     | Гензебе Дибаба          | Етиопија                  | 15:33,06        | КВ              |
| 9       | 2     | Теџиту Даба             | Бахреин                   | 15:33,67        | КВ              |
| 10      | 2     | Линет Масаји            | Кенија                    | 15:33,99        | КВ              |
| 11      | 2     | Лорен Флешман           | САД                       | 15:34,04        | КВ              |
| 12      | 2     | Вивијан Черијот         | Кенија                    | 15:34,80        | КВ              |
| 13      | 2     | Zakia Mrisho            | Танзанија                 | 15:35,37        | кв, ЛРС         |
| 14      | 1     | Хелен Клитеро           | Уједињено Краљевство      | 15:37,73        | кв              |
| 15      | 2     | Мегуми Кинукава         | Јапан                     | 15:38,23        |                 |
| 16      | 1     | Кајо Сугихара           | Јапан                     | 15:41,78        | ЛРС             |
| 17      | 2     | Моли Хадл               | САД                       | 15:42,00        |                 |
| 18      | 1     | Alia Saeed Mohammed     | Уједињени Арапски Емирати | 16:10,37        |                 |
| 19      | 2     | Викторија Полудина      | Киргистан                 | 16:32,68        | ЛРС             |
| 20      | 1     | Полин Нијонжер          | Бурунди                   | 17:23,56        | ЛРС             |
|         | 1     | Сабина Фишер            | Швајцарска                | Није стартовала | Није стартовала |
| 14      | 2     | Јелисавета Гречишникова | Русија                    | 15:35,64        | кв, Диск.       |
| 17      | 2     | Алемиту Бекеле          | Турска                    | 15:38,25        | Диск.           |

### Финале
| Пласман | Атлетичарка             | Држава               | Време    | Белешке |
| ------- | ----------------------- | -------------------- | -------- | ------- |
|         | Вивијан Черијот         | Кенија               | 14:55,36 |         |
|         | Силвија Џебивот Кибет   | Кенија               | 14:56,21 |         |
|         | Месерет Дефар           | Етиопија             | 14:56,94 |         |
| 4       | Сентајеху Еђигу         | Етиопија             | 14:59,99 |         |
| 5       | Мерси Чероно            | Кенија               | 15:00,23 |         |
| 6       | Линет Масаји            | Кенија               | 15:01,01 |         |
| 7       | Лорен Флешман           | САД                  | 15:09,25 |         |
| 8       | Гензебе Дибаба          | Етиопија             | 15:09,35 |         |
| 9       | Теџиту Даба             | Бахреин              | 15:14,62 | ЛР      |
| 10      | Јелена Задорожна        | Русија               | 15:15,48 |         |
| 11      | Zakia Mrisho            | Танзанија            | 15:18,81 | ЛРС     |
| 12      | Хелен Клитеро           | Уједињено Краљевство | 15:21,22 |         |
| 13      | Хитоми Нија             | Јапан                | 15:41,67 |         |
| 14      | Ејми Хестингс           | САД                  | 15:56,06 |         |
| 14      | Јелисавета Гречишникова | Русија               | 15:45,61 | Диск.   |